# Белкатгін
Белкатгін (? - після 1079 року) - половецький хан, учасник русько-половецьких воєн.

## Етимологія імені
Ім'я походить від тюркського коріння означає більгä + тигін = навчений, правлячий + принц. Вказується, що в деяких схожих іменах в літописі з часом буква «т» зникала, і тгін перетворювався на кан або хан, відображаючи зміну статусу носія, але у випадку з Белкатгін цього не сталося.

## Біографія
Учасник російсько-половецьких воєн. Взимку 1078-1079 року разом з іншими половецькими ханами Асадуком і Сауком здійснив похід на Русь, було спалено місто Стародуб і розорено його околиці. Чернігівський князь Володимир Мономах зі своїми воїнами та союзними йому половцями наздогнав нападників і розгромив їх на річці Десні, Саук та Асадук потрапили в полон.
Сам Белкатгін був розгромлений наступного дня за Новгород-Сіверським. При цьому були звільнені бранці.
Надалі не згадувалося.

## Історичне значення
Згадка цього тюркського імені в Повчанні Володимира Мономаха, в якому послідовно використовуються літери е, ѣ й і відкриває можливість уточнити час зникнення редукованих голосних з мови. Утруднення викликає те, що ім'я фактично являє собою подвійний титул, розголос якого ще остаточно не прояснена, вірогіднішим давньоруським варіантом є тигін.